# Jezičac crnac
Jezičac crnac (lat. Symphurus ligulatus) riba je iz porodice Listića (lat. Cynoglossidae). Ova mala, plosnata riba naraste do najviše 11,2 cm, a živi na muljevitom dnu, na većim dubinama između 70 i 800 m. Hrani se zoobentosom, a najviše beskralješnjacima. Jezičac crnac ima bočno spljošteno tijelo, oba oka su mu na lijevoj strani tijela, dok mu desna strana tijela služi za ležanje na muljevitom dnu. Nema bočnih peraja, a leđna i trbušna peraja se na repu spajaju u jedinstven završetak. Smećkaste je boje po lijevoj strani, a desna mu je svjetlija.

## Rasprostranjenost
Jezičac crnac živi na području istočnog Atlantika, od Maroka i Mauritanije do Angole, može ga se pronaći i u Mediteranu i u Jadranu.

## Poveznice
|  | Wikivrste imaju podatke o taksonu Jezičac crnac |